# باول فيكتور
باول فيكتور (بالإنجليزية: Paul Victor)‏ (28 مارس 1984 - ) هو لاعب كرة قدم دومينيكي في مركز الدفاع.

## وصلات خارجية
- باول فيكتور على موقع قاعدة بيانات كرة القدم.إي يو (الإنجليزية)
- باول فيكتور على موقع ناشيونال فوتبول تيمز (الإنجليزية)